# Рукавишников, Сергей Михайлович
Сергей Михайлович Рукавишников (1852—1914) — представитель рода нижегородских Рукавишниковых.

## Биография
Родился в 1852 году в семье нижегородского купца 1-й гильдии, мануфактур-советника, потомственного почётного гражданина Михаила Григорьевича Рукавишникова.
После смерти отца, в 1875 году начал строительство здания усадьбы на Верхневолжской набережной (арх. П. С. Бойцов и Р. Я. Килевейн, автор проекта скульптурного оформления М. О. Микешин).
Интереса к предпринимательской деятельности не проявлял, уделяя внимание лишь коневодству.
По окончании строительства дворца в 1877 году, начал перестраивать усадьбу в Подвязье. В 1913–1916 годах по его инициативе в Нижнем Новгороде было построено здание торгово-промышленного комплекса с банковскими конторами, известное как «Банк Рукавишниковых» (арх. Ф. О. Шехтель, скульптор С. Т. Конёнков) — один из лучших образцов стиля модерн в русском и европейском зодчестве.
Умер 26 марта (8 апреля) 1914 года. Похоронен на Казанском кладбище при Нижегородском Крестовоздвиженском монастыре.

## Семья
Жена — Ольга Николаевна, урождённая Брызгалова (1856—1917). Их дети:
- Михаил Сергеевич (1875—1922).
- Иван Сергеевич (1877—1930) — писатель, поэт-символист Серебряного века, переводчик украинской прозы.
- Любовь Сергеевна (1878—1927), в замужестве Грацианова.
- Варвара Сергеевна (1879—1914), в замужестве сначала — Тургенева, затем — Мюрат.
- Николай Сергеевич (1882—?)
- Александр Сергеевич (1883—1884)
- Митрофан Сергеевич  (1887—1946) — скульптор, график, театральный художник; родоначальник московской династии скульпторов.